# Lichenaula onychodes
Espèce
Lichenaula onychodes est une espèce d'insectes lépidoptères (papillons) qui appartient à la famille des Oecophoridae.
Elle a été nommée par l'entomologiste amateur australien Alfred Jefferis Turner en 1898.
On la trouve en Australie.

## Galerie

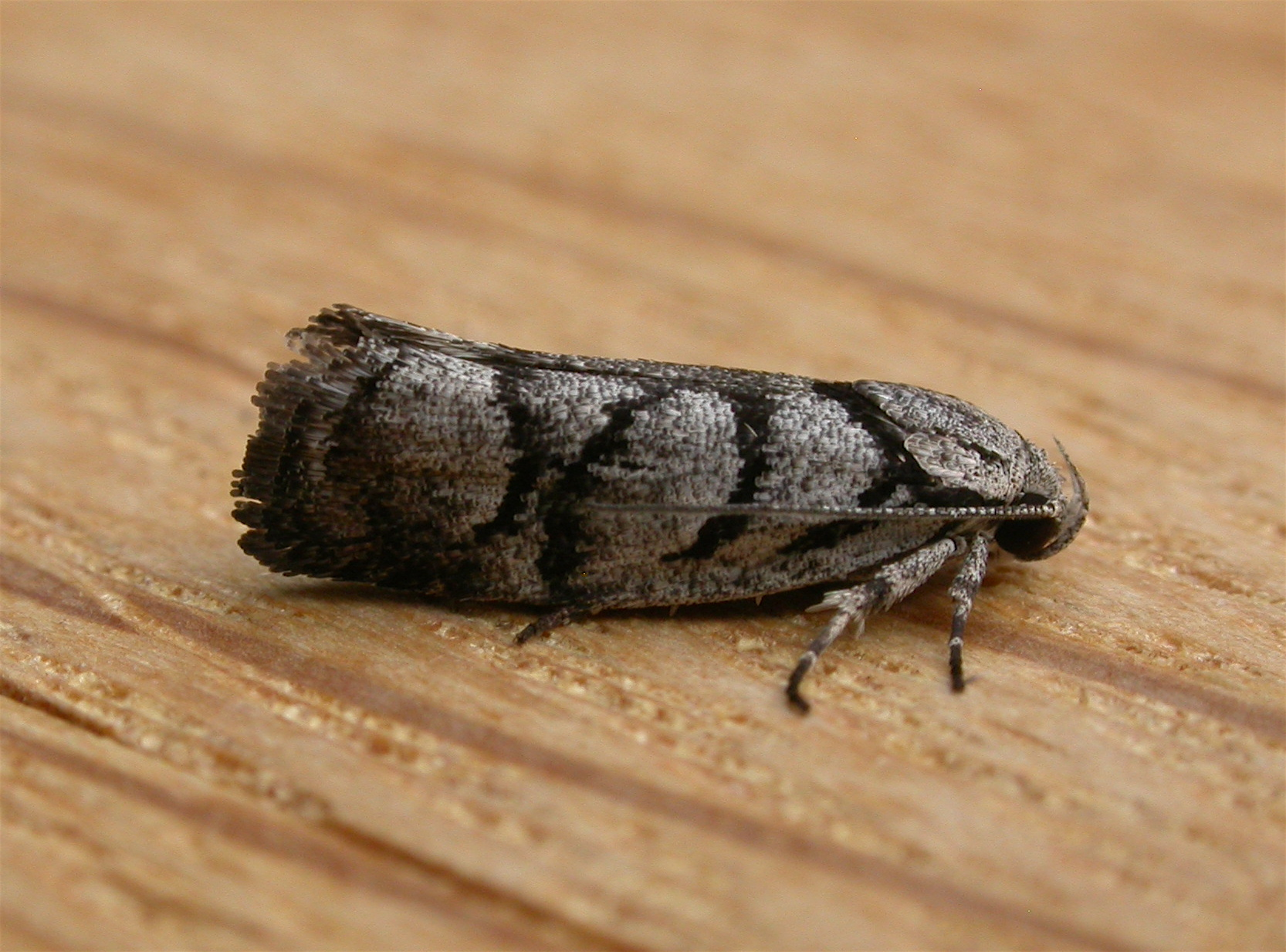
Lichenaula onychodes